# Esplorazione di Urano
L'esplorazione di Urano è avvenuta soltanto per mezzo della sonda Voyager 2 e non sono programmate al momento ulteriori missioni esplorative in loco. Per ovviare alla mancanza di informazioni dirette, le variazioni nell'atmosfera del pianeta sono studiate attraverso campagne di osservazione telescopica, in particolare utilizzando la Camera planetaria a grande campo a bordo del telescopio spaziale Hubble.
L'esplorazione di Urano, come anche quella di Nettuno, è resa difficoltosa dalle grandi distanze che separano il pianeta dalla Terra e dal Sole. Ogni missione deve essere dotata di un sistema di alimentazione in grado di fornire energia alla sonda senza la possibilità di conversione dell'energia solare attraverso l'uso di pannelli fotovoltaici. Attualmente, l'unica fonte praticabile di energia è un generatore termoelettrico a radioisotopi. Ciò determina alcuni problemi che sono stati già riscontrati nello sviluppo di missioni verso il sistema solare esterno:
- il quantitativo di plutonio, l'elemento radioattivo utilizzato nel generatore, destinato a scopi scientifici è limitato e ogni missione diretta verso Urano si trova a competere con altre missioni dirette verso i pianeti esterni per il suo utilizzo;
- il lancio di sonde dotate di materiale radioattivo è osteggiato sia da numerosi gruppi ambientalisti, sia da alcuni governi (principalmente europei).

Inoltre, la grande distanza dalla Terra comporta una lunga durata della missione, quindi un incremento dei costi del segmento di terra.
Lo studio di Urano, infine, non è ritenuto prioritario dalle principali agenzie spaziali, che stanno concentrando le proprie risorse nell'esplorazione dei sistemi di Giove e di Saturno e stanno valutando l'opportunità di inviare una missione verso Nettuno.

## Il viaggio del Voyager 2

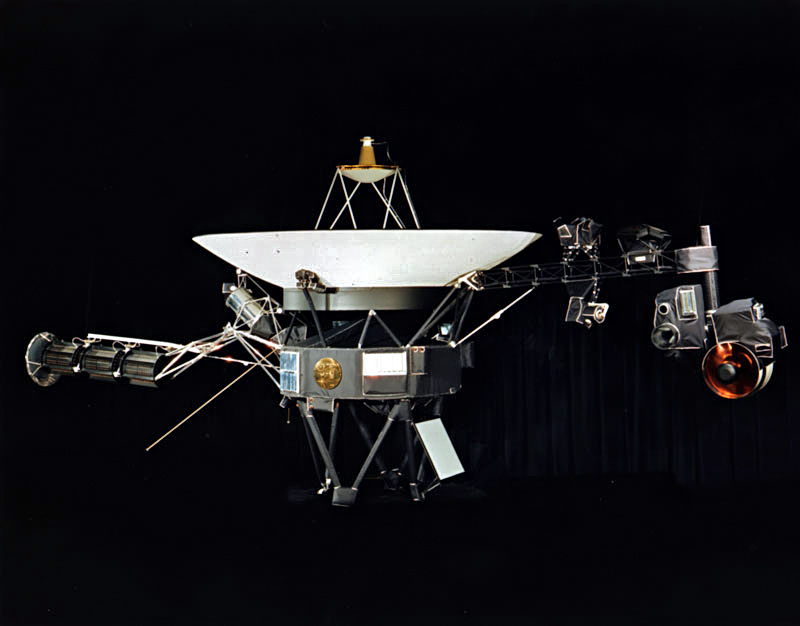
La sonda spaziale Voyager 2

Da quando fu lanciata dalla Terra, la sonda spaziale Voyager 2 ha impiegato 8 anni e mezzo per raggiungere Urano, toccando il massimo avvicinamento il 24 gennaio 1986, a una distanza di circa 81 500 km. I segnali provenienti dalla sonda impiegarono 3 ore per raggiungere la Terra, dove, debolissimi, furono ricevuti attraverso il Deep Space Network, aggiornato con la costruzione di nuove antenne per l'occorrenza.
La missione è stata favorita da un particolare allineamento dei quattro giganti gassosi, che ha permesso che un'unica sonda potesse ottenere un incontro ravvicinato (o fly-by) con ognuno di essi.
Il Voyager 2 ha osservato Urano con uno spettrometro per il lontano infrarosso, allo scopo di prendere profili dettagliati di temperatura e pressione dell'atmosfera, in modo che dall'elaborazione dei dati potesse essere sviluppato un modello della circolazione atmosferica globale del pianeta.
La missione durò fino al 25 febbraio, dopodiché Voyager 2 continuò il suo viaggio verso la destinazione successiva, Nettuno.

## Osservazioni del Voyager 2

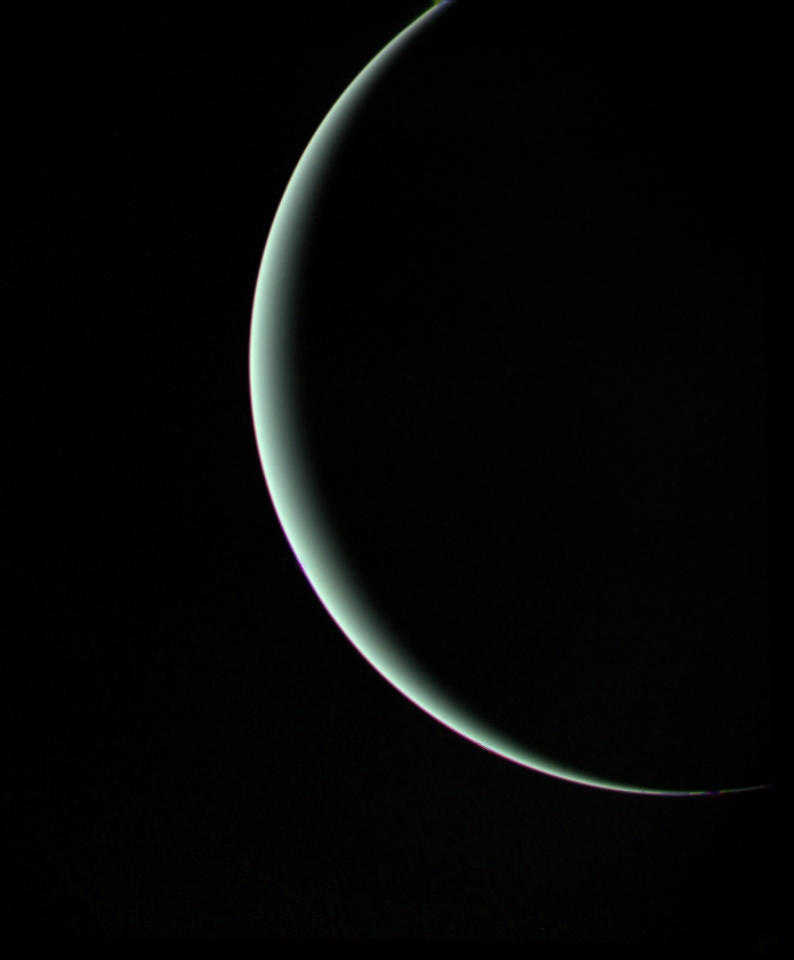
Ultima immagine di Urano

Le osservazioni del Voyager 2 sono durate solo sei ore, ma in quel piccolo lasso di tempo gli studiosi hanno potuto imparare su Urano molto più di quanto avessero appreso da più di 200 anni di osservazioni dalla Terra.
Poiché la Voyager 2 non era stata progettata per raggiungere Urano, le sue fotocamere richiedevano un quantitativo di luce maggiore di quello disponibile per riuscire a distinguere i dettagli. I tempi di esposizione furono quindi prolungati e dovettero essere sviluppate tecniche di rotazione della navicella che correggessero gli effetti dovuti al movimento del pianeta e delle lune. Inoltre, solo l'emisfero illuminato poteva essere fotografato e poiché al momento dell'arrivo della sonda, Urano mostrava il polo Sud al Sole, rimangono inesplorati gli emisferi settentrionali del pianeta e delle lune.
La sonda inviò a terra i dati raccolti sulla composizione dell'atmosfera del pianeta, individuando idrogeno, elio, piccole quantità di metano, acetilene e idrocarburi. Fu confermato che il colore verdastro è dovuto all'assorbimento della luce nella frequenza del rosso da parte del metano e furono individuate nubi e fasce parallele all'equatore.
Prima dell'arrivo del Voyager 2 non era noto che Urano possedesse un campo magnetico, inclinato di 60° rispetto all'asse di rotazione. L'intensità media del campo è grossolanamente comparabile con quella del campo terrestre, sebbene vari notevolmente da punto a punto perché la sua origine non sembra coincidere con il centro del pianeta. La particolare orientazione individuata sembra, infatti, suggerire che il campo sia generato a una profondità intermedia a cui corrisponde una pressione sufficientemente alta perché l'acqua diventi elettricamente conduttrice.
Fu individuato un alto strato di foschia intorno al polo illuminato, che fu trovato inoltre irradiare grandi quantitativi di luce ultravioletta, un fenomeno che è stato indicato con il termine inglese "dayglow" (in italiano, splendore diurno). Fu misurata una temperatura media di circa 60 K. Sorprendentemente i due poli, uno illuminato dalla luce solare e l'altro in ombra, e la maggior parte del pianeta, presentavano quasi la stessa temperatura al vertice delle nubi.
Furono scoperti altri dieci satelliti, il maggiore dei quali aveva un diametro di 150 km, e inviate immagini di quelli già conosciuti.
Data la particolare inclinazione dell'asse di rotazione di Urano, il piano su cui giacciono gli anelli e le orbite dei satelliti principali è inclinato di circa 90° rispetto alla direzione da cui proveniva la sonda. Ciò ha determinato che solo una delle lune, Miranda, potesse essere osservata a distanza ravvicinata, mentre tutte le altre furono fotografate solo da grande distanza.
Miranda, la più interna delle cinque lune maggiori, si è rivelata uno degli oggetti più strani del sistema solare. Le immagini inviate a Terra della superficie, raccolte durante il sorvolo della luna con risoluzione di meno di 1 km, mostrano canyon profondi 20 km, stratificazioni di terreno e superfici vecchie mischiate a superfici giovani. Sono state sviluppate due teorie per spiegare le osservazioni: la prima, sviluppata subito dopo la ricezione delle immagini, ritiene che l'attuale stato di Miranda segua un processo di ri-aggregazione del materiale della luna dopo un violento impatto; la seconda, più recente, è che su Miranda sia osservabile un processo di differenziazione interrotto, la luna cioè si è raffreddata prima di completare la riorganizzazione interna in strati sovrapposti di composizione chimica differente.

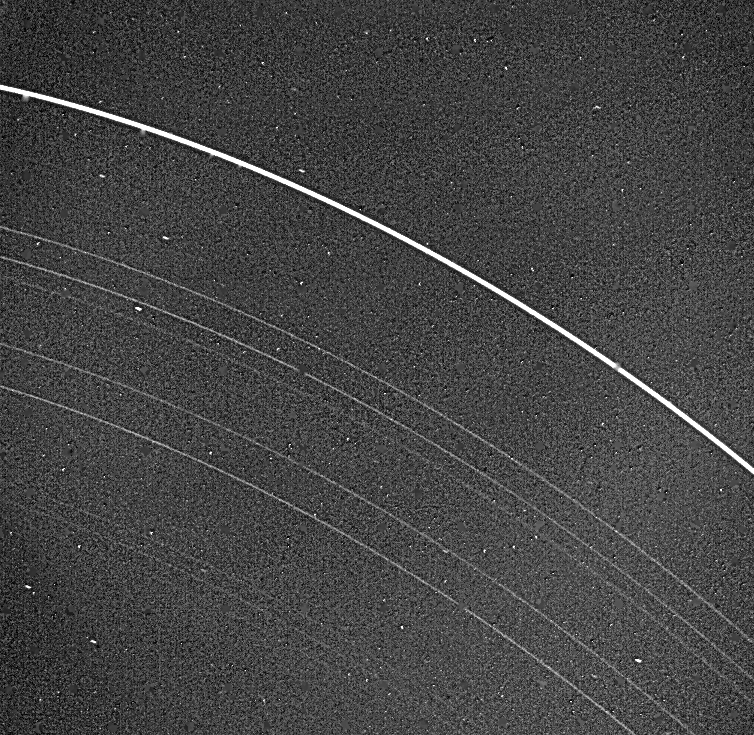
Gli anelli di Urano fotografati dal Voyager 2

Le cinque lune maggiori appaiono essere agglomerati di roccia e ghiaccio come i satelliti di Saturno. Titania è segnata da enormi sistemi di faglie e canyon che indicano che un qualche grado di attività geologica, probabilmente tettonica, è stato presente durante la sua storia. Ariel presenta la superficie più brillante e giovane di tutti i satelliti di Urano. Anch'essa appare essere stata modellata dall'attività geologica, che ha condotto alla formazione di valli di faglia e di estesi flussi di materiale ghiacciato. Poca attività geologica è avvenuta, invece, su Umbriel e Oberon a giudicare dalle superfici vecchie e scure.
Le immagini trasmesse a Terra dal Voyager 2 permisero di individuare altri due anelli, portando a undici il totale, e mostrando la diversità da quelli di Giove e Saturno. Si scoprì inoltre che il sistema di anelli doveva essere relativamente giovane e non formatosi allo stesso momento di Urano; le particelle che lo compongono potrebbero essere i resti di una luna che si è disgregata in conseguenza di un urto ad alta velocità o per effetto di azioni gravitazionali.

## Missioni future
La possibilità di inviare la sonda Cassini da Saturno a Urano fu valutata durante una fase di pianificazione dell'estensione della missione nel 2009, ma alla fine rifiutata a favore della sua distruzione nell'atmosfera saturniana. Ci sarebbero voluti circa vent'anni per raggiungere il sistema uraniano dopo aver lasciato Saturno. 
Un orbiter e una sonda verso Urano (Uranus Orbiter and Probe) sono stati raccomandati dal Planetary Science Decadal Survey 2013-2022 pubblicato nel 2011; la proposta prevedeva il varo nel 2020-2023 e un viaggio di tredici anni verso Urano. L'ESA ha valutato una missione di "classe media" chiamata Uranus Pathfinder. È stato valutato e raccomandato uno studio di una missione nell'ambito del Programma New Frontiers, che comprende le missioni altamente specializzate a costo medio, come OCEANUS, mentre l'ESA ha proposto la missione ODINUS, che consiste in due orbiter gemelli da lanciare uno verso Urano e l'altro verso Nettuno.
Nell'aprile 2022, il Planetary Science Decadal Survey ha posto la sua massima priorità per il prossimo progetto del Programma Flagship a una missione verso Urano, raccomandando la Uranus Orbiter and Probe, la cui finestra di lancio è prevista a partire dal 2031 e il cui costo stimato è di 4,2 miliardi di dollari. L'anomala "carenza" di ghiaccio del gigante ghiacciato è stata la chiave per la sua priorità. Un altro punto a favore era che una tale missione avrebbe utilizzato la tecnologia esistente e non avrebbe richiesto lo sviluppo di altri strumenti e sistemi per eseguire la missione con successo.